# France 3 Limousin

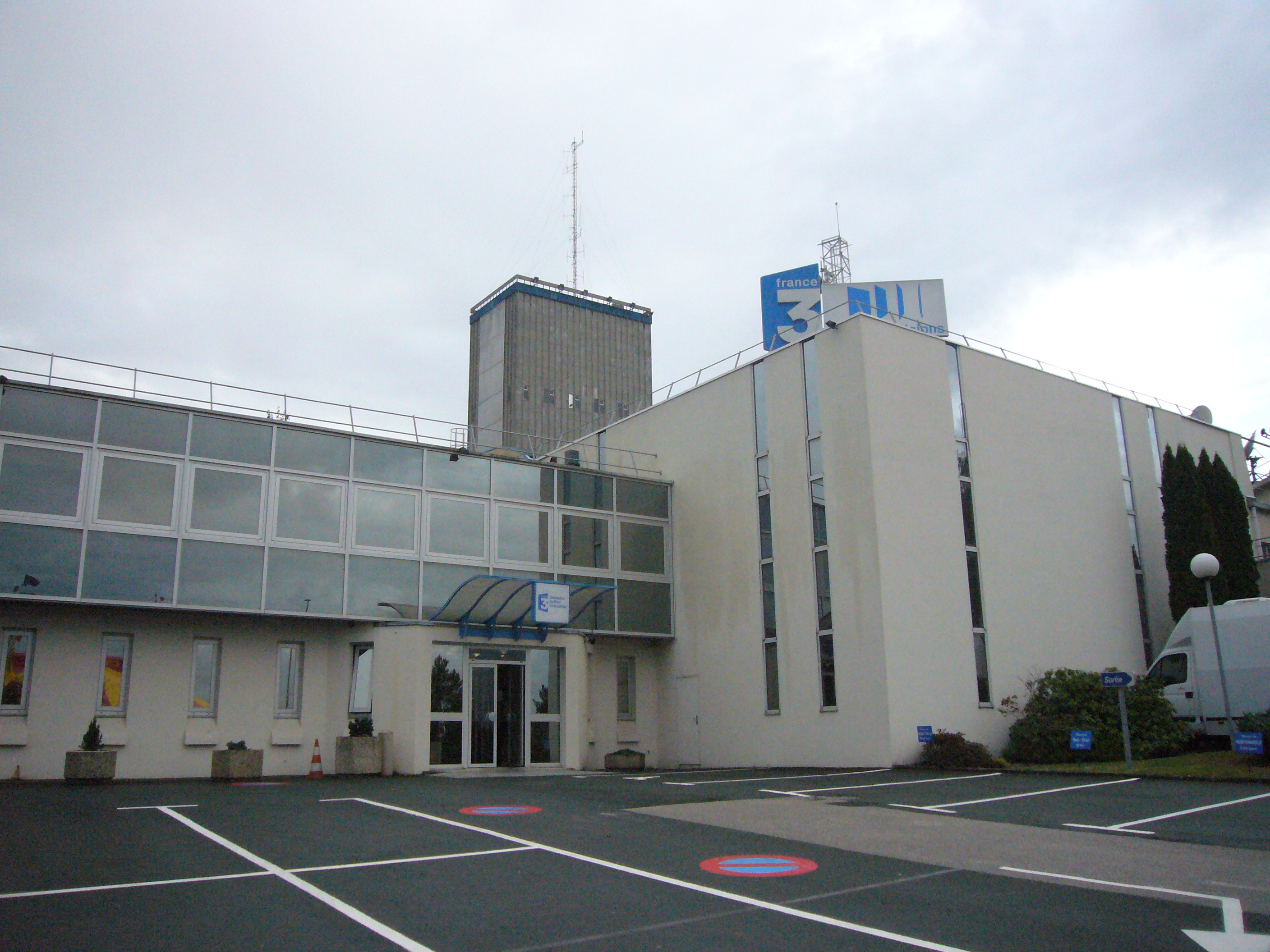
Les bâtiments de France 3 Limousin à Limoges

France 3 Limousin est une des vingt-quatre antennes métropolitaines de proximité de France Télévisions. Comme France 3 Aquitaine et France 3 Poitou-Charentes, elle est depuis janvier 2017 rattachée à la direction régionale de France 3 Nouvelle-Aquitaine dont le siège est à Bordeaux.
Basée à Limoges, elle émet sur trois départements de la région Nouvelle-Aquitaine (Corrèze, Creuse et Haute-Vienne). Elle est issue de la scission de France 3 Limousin Poitou-Charentes en 2010.
Sa grille des programmes est basée sur un « programme commun » produit à Paris et diffusé au niveau national par l'ensemble des stations régionales de France 3, auquel viennent s'ajouter des productions propres (journaux, bulletins météo, retransmission de certains événements régionaux ou de compétitions sportives). En Creuse, elle propose en collaboration avec France Bleu Creuse la reprise en direct de la radio de 7 heures à 8 heures 40.

## Histoire de la chaîne
En 1965 est créé le centre d'actualités télévisées de l'ORTF à Limoges. Télé-Limoges-Centre-Ouest est née. Un second centre d'actualités est créé à Poitiers en 1966.
Auparavant, entre février 1962, et 1965, les actualités et magazines régionaux étaient diffusés sur l'antenne de Télé Midi-Pyrénées-Aquitaine, plus exactement durant les jours de la semaine accordés au centre de Télé Bordeaux-Aquitaine.
À la suite de l'éclatement de l'ORTF, Télé-Limoges-Centre-Ouest devient FR3 Limousin Poitou-Charentes le 6 janvier 1975 et les programmes régionaux passent de la deuxième à la troisième chaîne. La station réalise des programmes nationaux pour la jeunesse comme « Vingt mille lieues sous les mers » en 1979.
Une borne audiovisuelle est créée en 1982 à La Rochelle, en 1984 à Angoulême puis à Brive en 1991 et Guéret en 1994.
À partir du 5 septembre 1983, le programme régional est diffusé en soirée de 17h à 19h55 et la publicité sur l'antenne régionale est autorisée par la Haute Autorité de la communication audiovisuelle en 1984. La chaîne reçoit le prix du Patrimoine et le Grand Prix du Ministère de la Culture qui se situe à Paris pour le film documentaire « Oradour » en 1989.
Le 21 décembre 1991, FR3 Limousin Poitou-Charentes diffuse sa première édition locale, FR3 Atlantique, à La Rochelle.
À la suite de la création de France Télévision le 7 septembre 1992, FR3 Limousin Poitou-Charentes devient France 3 Limousin Poitou-Charentes.
Depuis le 4 janvier 2010, une nouvelle organisation de France 3 a été mise en place dans le cadre de l'entreprise unique. L’un des changements majeurs pour France 3 est la suppression de ses 13 directions régionales remplacées par quatre pôles de gouvernance (Nord-Est, Nord-Ouest, Sud Ouest et Sud-est. Les régions sont redécoupées en 24 antennes dites de proximité. Le bureau régional d'information de Poitiers cesse de dépendre de celui de Limoges, qui a perdu son rôle de direction régionale, pour devenir autonome. France 3 Limousin Poitou-Charentes se scinde alors en deux antennes de proximité : France 3 Limousin et France 3 Poitou-Charentes.

## Identité visuelle
Le 29 janvier 2018, France 3 dévoile le nouveau logo mis à l'antenne pour la région Limousin et les locales.

### Identité visuelle (logo)

Logo de FR3 Limousin de 1984 au 6 mai 1986.
Logo de France 3 Limousin Poitou-Charentes du 7 septembre 1992 au 6 janvier 2002.
Logo de France 3 Limousin Poitou-Charentes du 7 janvier 2002 au 6 avril 2008.
Logo de France 3 Limousin Poitou-Charentes du 7 avril 2008 au 3 janvier 2010.
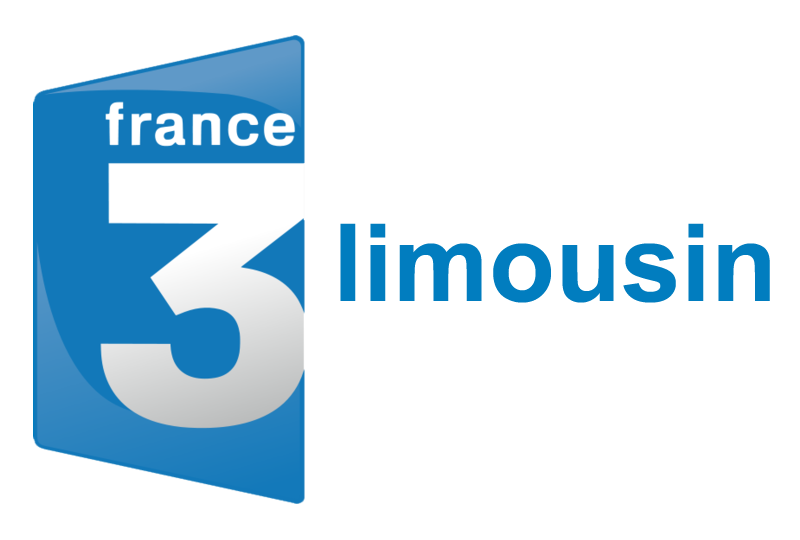
Logo de France 3 Limousin du 4 janvier 2010 au 28 janvier 2018.
Logo de France 3 Limousin depuis le 29 janvier 2018.

## Organisation

### Dirigeants
Jean-Claude Pichard années où il resté a FR3 Limousin (1970-1995) Il a longtemps présenté le journal régional, puis la météo.
Claire Combes a été en 2010 la première « Déléguée Régionale » de France 3 Limousin.
Dominique Papon lui a succédé  en 2012 jusqu’à la réorganisation en 2017 du réseau régional de France 3 et la disparition des antennes régionales dans de nouvelles directions régionales. Il devient le délégué à l’antenne et aux programmes de France 3 Nouvelle-Aquitaine

## Anciennes émissions
- Péché gourmand : émission culinaire présentée par Anne Alassane et un invité, tous les dimanches à 11h30
- Limousin Matin, présenté par Delphine Roux, Christophe Zirnhelt, les lundi, mardi, jeudi et vendredi à 10h15
- Enquêtes de région en Limousin , présenté par Alexandra Filliot, un mercredi par mois
- La Voix est libre, magazine politique, présenté par Annaick Demars, Louis Roussel et Xavier Riboulet le samedi de 11h30 à 12h00

## Diffusion
Télé-Limoges fut d'abord diffusée sur le réseau hertzien analogique terrestre VHF en bandes I et III en 819 lignes noir et blanc depuis l’émetteur installé près de Limoges. À partir du 1er novembre 1965, la deuxième chaîne relaie les programmes régionaux sur la plupart de ses émetteurs UHF à 625 lignes afin que les éditions régionales soient distribuées au mieux du découpage des circonscriptions administratives régionales. Les vastes zones de réception VHF de chaque émetteur de la première chaîne sont souvent reçues par plusieurs régions différentes, le réseau ayant été initialement conçu pour couvrir un maximum de population avec un minimum de fréquences. Les réseaux UHF, codés en SECAM IIIB norme L depuis le 1er octobre, sont complétés par des « émetteurs intercalaires » qui ont des zones de diffusion qui « cadrent » bien mieux avec le découpage des régions créées en 1972[source secondaire nécessaire].
France 3 Limoges est diffusée depuis le 6 janvier 1975 sur le réseau UHF SECAM de France 3 sur toute la région Limousin via plusieurs émetteurs jusqu'au passage définitif au numérique terrestre en 2011. France 3 Limousin est aussi diffusée sur les bouquets satellite Canalsat, TNTSAT et Fransat, par câble sur Numericable et sur les bouquets ADSL.